# Ahmed Sanjar
Muʿizz al-Dīn Aḥmed Sanjar, anche Aḥmad Sindjar (in persiano احمد سنجر‎) (Sinjar, ottobre 1086 – Merv, 8 maggio 1157), fu l'ultimo sultano della dinastia Selgiuchide.

## Biografia
Dopo essersi imposto nella battaglia di Ghazni del 1117, regnò dal 1118 al 1153 e fu inizialmente scià del Khorasan, fin quando acquisì il territorio restante dopo la morte di Meḥmed I. Era figlio di Malik Shah I e partecipò alle guerre di successione contro i suoi tre fratelli e uno zio, cioè Maḥmūd I, Barkiyaruq, Malik Shāh II e Meḥmed I.
Nel 1096, il fratello Muḥammad I gli affidò il governo della provincia del Khorasan. Negli anni successivi Aḥmed Sanjar divenne il capo della maggior parte dell'Impero persiano fissando la sua capitale a Nishapur.
Alcuni governatori si rivoltarono contro di lui, continuando la scissione del Grande Impero selgiuchide che era iniziata con le guerre dinastiche.
Nel 1102, respinse l'invasione proveniente dalla Kashgaria, uccidendo Jibrāʾīl Arslān Khān vicino Termez. Sanjar intraprese poi una campagna per eliminare gli Assassini di Alamut, e con successo li eliminò da un certo numero di loro roccaforti.
Tuttavia, un aneddoto racconta che mentre marciava verso la loro roccaforte di Alamut, Sanjar si svegliò un giorno, trovando un pugnale accanto al suo giaciglio, e infilzato sulla lama c'era un messaggio di Ḥasan-i Ṣabbāḥ che gli proponeva la pace. Sanjar, impressionato da questo evento, inviò emissari a Ḥasan ed entrambi decisero di fare la pace.

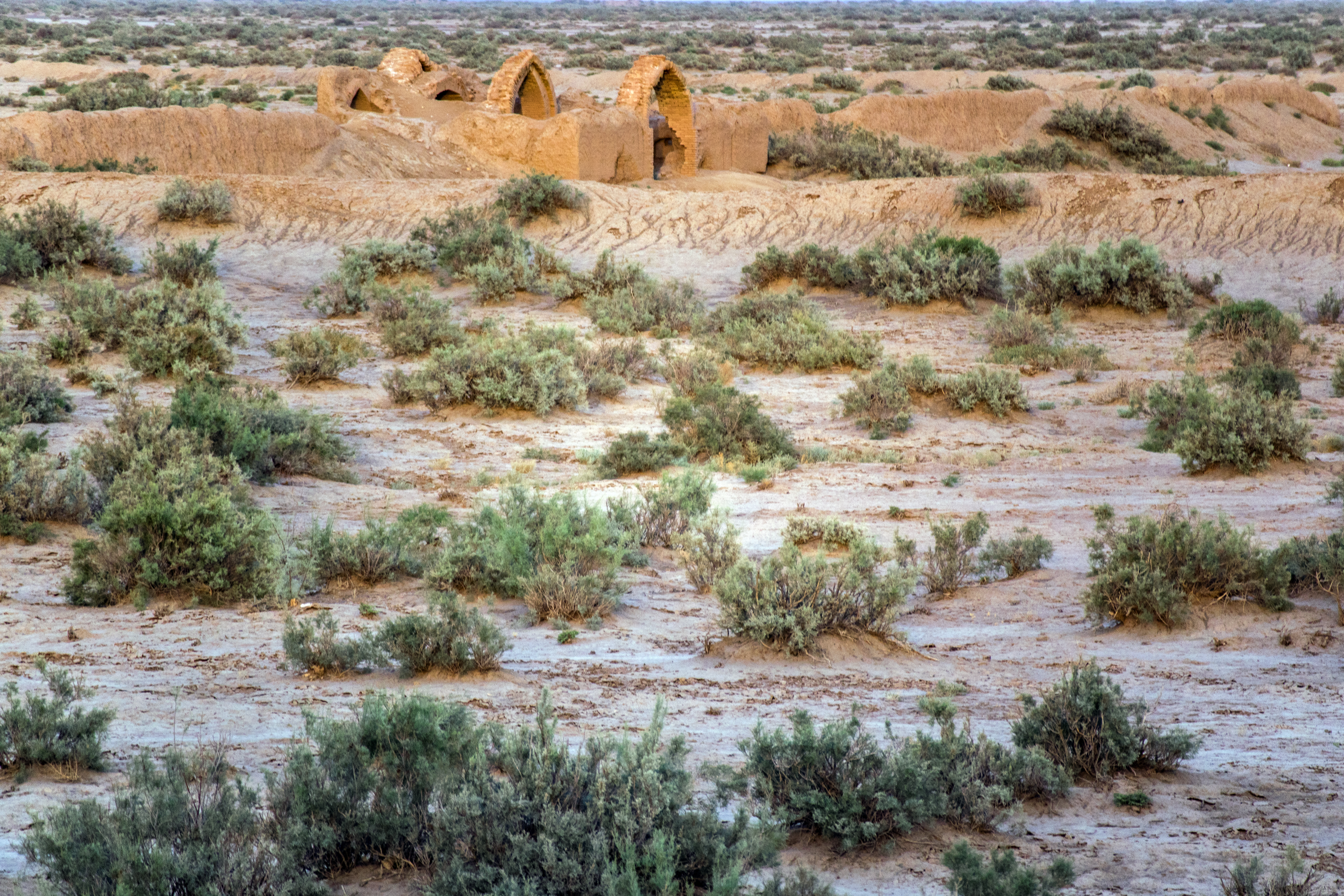
Dayr e-Gacin, uno dei principali caravanserragli che attraversa l'Iran. Realizzato in epoca sasanide, venne ampliato e parzialmente ricostruito sotto Sanjar

Nel 1141, Sanjar preoccupato per l'espansione dei mongoli Kara Khitay, che avevano appena occupato la Transoxiana, marciò contro di essi e i loro alleati turco-mongoli, e li affrontò presso Samarcanda nella battaglia di Qatvan. Subì la sua prima disastrosa sconfitta e riuscì a fuggire con soli quindici cavalieri della sua guardia, perdendo tutto il territorio selgiuchide a est della Syr Darya (Jaxartes), la Corasmia (Khwārezm) che divenne Stato vassallo dei Kara Khitay e iniziò una campagna di aggressione contro Sanjar.

Aḥmed Sanjar fu catturato nel 1153 dai turchi Oghuz del Khuttal e del Tokharistan che lo tennero prigioniero fino al 1156. Morì l'anno successivo e fu sepolto a Merv, dove la sua tomba fu distrutta dai Mongoli durante la loro invasione dell'Impero Corasmio.
Aḥmed Sanjar sposò Turkān Khātūn 1156) da cui ebbe due figlie che divennero le mogli di suo nipote Maḥmūd. Dopo la sua morte Aḥmed Sanjar prese in moglie Rusudan, figlia di Demetrio I di Georgia, vedova del sultano Masʿūd Temirek, da cui non ebbe figli.

## Famiglia

### Consorti

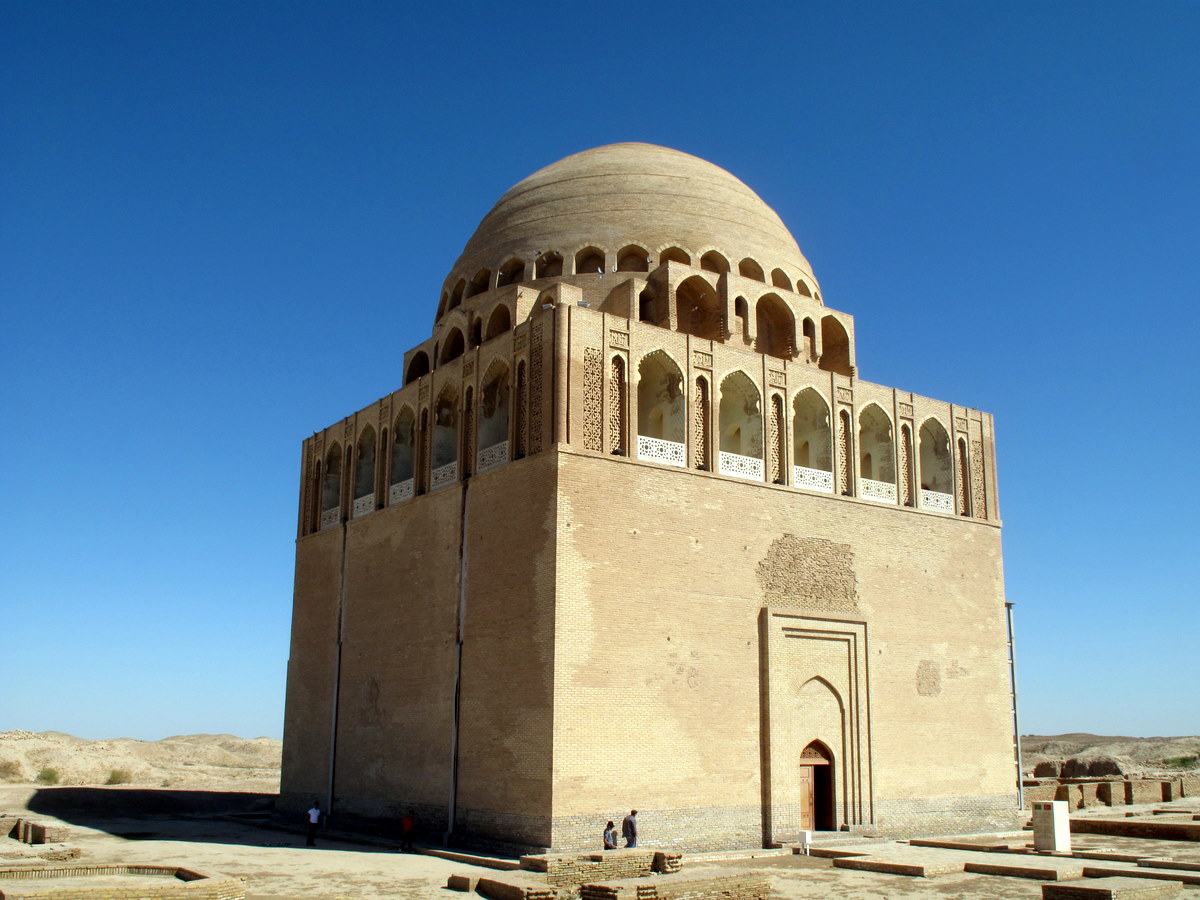
Il mausoleo del sultano Sanjar nella vecchia città-oasi di Merv, in Turkmenistan

Aḥmed Sanjar aveva due mogli, ricordate nei documenti:
- Turkan Khatun (? - aprile 1156, sepolta nel complesso Yūsuf Hamadānī a Merv). Figlia di Muḥammad Arslān Khān, sovrano dei Karakhanidi.
- Rusudan Abkhaziyya Khatun. Figlia di Demetrio I di Georgia e vedova di Ghiyath al-Din Mas'ud, nipote di Aḥmed. Si sposarono nel 1152, subito dopo la morte di Masʿud. Dopo la morte di Aḥmed, ne sposò il nipote Suleymān (fratello di Mas'ud). Rimasta nuovamente vedova e senza figli, tornò in Georgia.

### Figlie
Ahmed Sanjar ebbe quattro figlie:
- Mah-i Mulk Khatun (1015 - 1122), che nel 1119 sposò suo cugino Maḥmūd II, da cui ebbe un figlio, Dāwūd.
- Amira Sitti Khatun (? - 1129), sposò a sua volta Maḥmūd II nel 1124, e da lui ebbe un figlio, Malik Shah III, e una figlia, Gawhar Nasiba Khatun.
- Amira Khatun, nel 1124 sposò il califfo al-Mustarshid.
- Gawhar Khatun, nel 1134 sposò suo cugino Ghiyāth al-Dīn Masʿūd. Ebbero una figlia, che sposò Dāwūd, figlio di Maḥmūd II, ma l'unione fu infelice e venne sciolta, cosicché Gavhar sposò Muḥammed II, un altro dei figli di Maḥmūd.

## Media
- Uyanış: Büyük Selçuklu - Serie TV del 2021